# Euonymus hupehensis
Euonymus hupehensis är en benvedsväxtart som först beskrevs av Ludwig Eduard Theodor Loesener, och fick sitt nu gällande namn av Ludwig Eduard Theodor Loesener. Euonymus hupehensis ingår i släktet Euonymus och familjen Celastraceae. Inga underarter finns listade.